# George-Washington-Klasse
Die George-Washington-Klasse war die erste Klasse von nukleargetriebenen U-Booten mit ballistischen Raketen (SSBN) im Dienst der United States Navy und auch weltweit. Die fünf gebauten Boote blieben von 1959 bis Mitte der 1980er Jahre im Dienst.

## Geschichte

### Planung und Bau

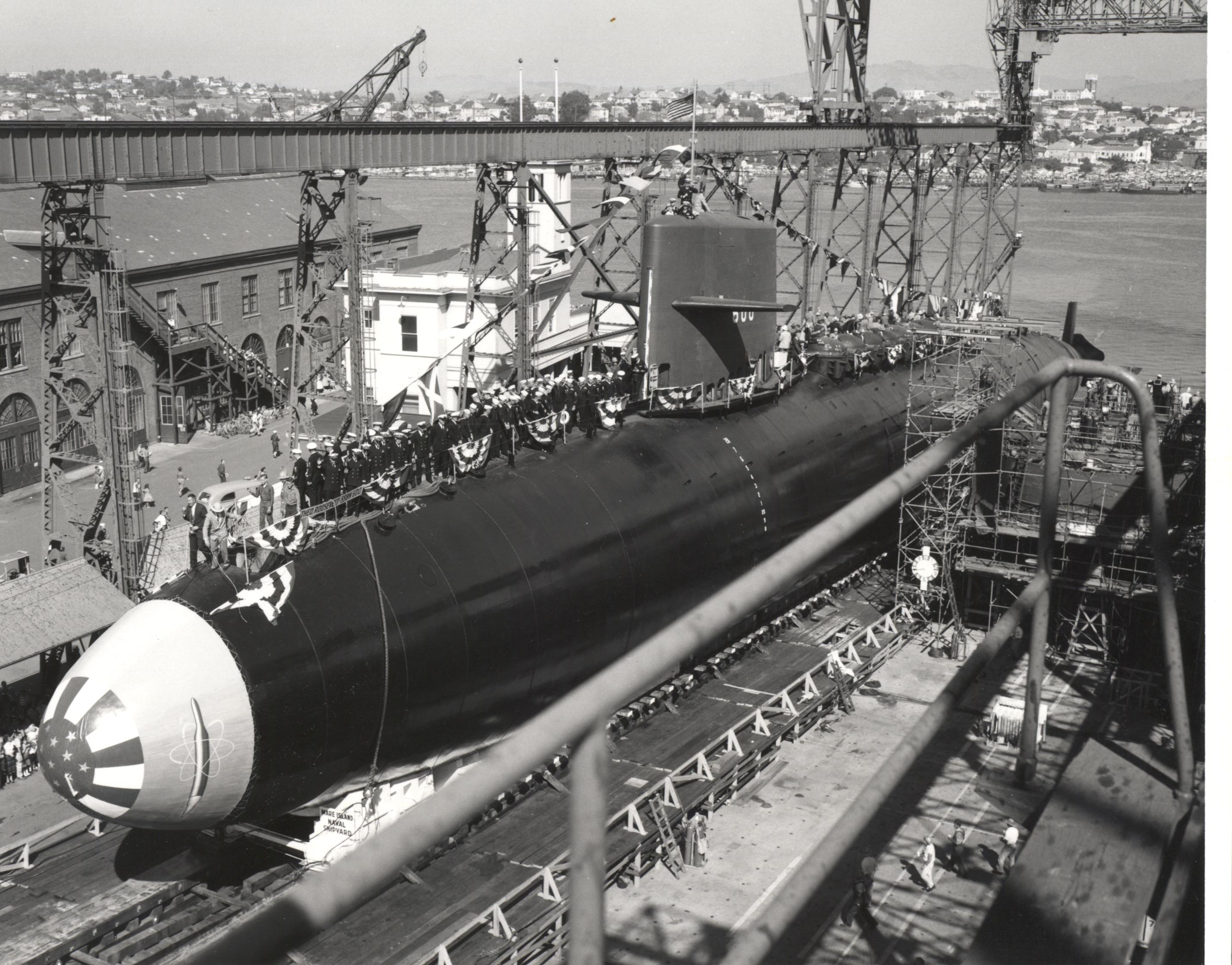
Theodore Roosevelt beim Stapellauf

Die Planung für erste Submarine-launched ballistic missile (kurz SLBM, also von U-Booten zu startende ballistische Raketen) und eine Startplattform für selbige begann in der US Navy Ende 1955, als ein Special Projects Office für diesen Zweck gegründet wurde. Der damalige Chief of Naval Operations Arleigh Burke übertrug Admiral William F. Raborn die Leitung darüber.
Nach der Fertigstellung der ersten einsatzfähigen SLBM musste schnell auch die entsprechende Plattform in Dienst gestellt werden. Am 31. Dezember 1957 wurden so die ersten beiden Boote der Klasse genehmigt. Um den Bau zu beschleunigen, wurde die Navy angewiesen, hierfür die Geld- und Sachmittel von zwei Jagd-U-Booten der im Bau befindlichen Skipjack-Klasse zu verwenden. Das Typschiff der Klasse, die George Washington, war tatsächlich bereits als Jagd-U-Boot auf Kiel gelegt worden und sollte den Namen und die Nummer der später gesunkenen Scorpion erhalten. Im Januar wurde der Kiel im mittleren Bereich getrennt, um die Raketensektion einzufügen. So liegt der offizielle Termin der Kiellegung (1. November 1957) hier vor dem Termin der offiziellen Genehmigung des Bootes. Auch während der Vorarbeiten zur zweiten Einheit der Klasse wurde Material benutzt, das ursprünglich für ein Skipjack, nämlich die Sculpin, eingeplant war. Letztlich wurden über das Fiskaljahr 1958 drei der Boote finanziert, was nur über einen erst im Februar von US-Präsident Dwight D. Eisenhower genehmigten Nachtrag zum Baubudget der Navy möglich war. Der Bau der restlichen zwei Boote wurde über das Haushaltsjahr 1959 abgewickelt, das am 1. Oktober 1958 begann. Bis November 1958 waren alle fünf Boote der Klasse im Bau.
Zwei Einheiten wurden von Electric Boat, die anderen auf dem Mare Island Naval Shipyard, der Portsmouth Naval Shipyard und bei Newport News Shipbuilding gebaut. Im Trockendock verbrachten die Einheiten jeweils rund eineinhalb Jahre, danach folgte eine jeweils mindestens sechs Monate dauernde Endausrüstung, so dass die Boote jeweils etwas über zwei Jahre nach Kiellegung in Dienst gestellt werden konnten. Das erste Boot der Klasse wurde Ende 1959 in Dienst gestellt, im März 1961 waren alle fünf Einheiten aktiv.
Die Boote wurden nach großen Staatsmännern der Geschichte der Vereinigten Staaten benannt. Das Typschiff SSBN-598 wurde nach George Washington benannt, dem ersten Präsidenten der Vereinigten Staaten. SSBN-599 trug den Namen von Patrick Henry, einer prominenten Figur der Amerikanischen Unabhängigkeitsbewegung. SSBN-600 trug wiederum den Namen eines Präsidenten, nämlich Theodore Roosevelt; ebenso SSBN-602, die nach Abraham Lincoln benannt wurde. SSBN-601 ehrt Robert E. Lee, den erfolgreichsten General der Confederate States Army.

### Dienstzeit
Die Boote waren die ersten speziell als Raketen-U-Boote fertiggestellten Einheiten der US Navy. Die sowjetische Marine stellte ungefähr gleichzeitig die ersten Einheiten der Golf-Klasse in Dienst, die zwar auch ballistische Raketen trugen, aber konventionell angetrieben waren. Mit SSBN konnten die Sowjets ab 1960 mit der Hotel-Klasse aufwarten. Die US Navy stellte bereits im August 1961 das erste Boot der Nachfolger-Klasse Ethan Allen in Dienst, die bis 1963 auch fünf Boote erhielt, aber nicht mehr aus modifizierten Jagd-U-Boot-Entwürfen bestand. Bis 1967 kamen außerdem noch 31 Boote der Lafayette-Klasse (einschließlich der Unterklassen James Madison und Benjamin Franklin) hinzu. Diese insgesamt 41 Raketen-U-Boote machten die sogenannten 41 for Freedom aus, die Flotte von Unterseebooten, die die Abschreckung auf Seiten der USA auf die Weltmeere trug.
Um 1980 erfolgte die Indienststellung der Boote der Ohio-Klasse. Die Beschränkungen des SALT-I-Regelwerks ließen eine Vergrößerung der strategischen U-Boot-Flotte nicht zu. Deshalb wurden zwei Boote, deren Kernladung ansonsten kostenaufwendig hätte erneuert werden müssen, direkt außer Dienst gestellt. Bei den drei anderen Booten, deren Reaktoren noch Kernbrennstoff besaßen, wurde die Raketenstartanlage deaktiviert. Sie fuhren teils noch bis 1985 als Jagd-U-Boote, größtenteils nahmen sie an U-Jagd-Übungen teil.
Nach ihrem Ausscheiden wurden alle Boote im Ship-Submarine Recycling Program in der Puget Sound Naval Shipyard abgebrochen.

## Technik

### Rumpf

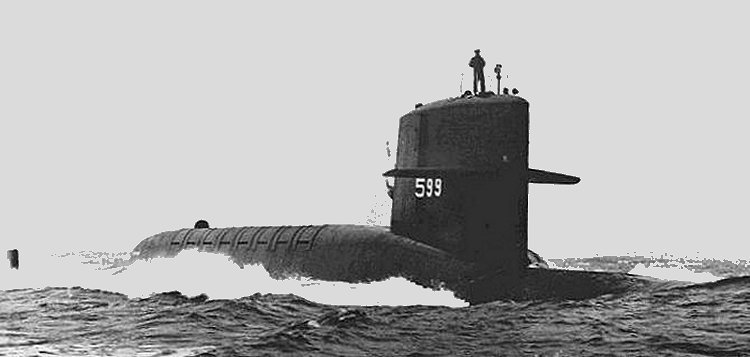
Bei Patrick Henry gut zu erkennen: der Buckel, in dem sich die Raketenschächte befinden

Die Boote der George-Washington-Klasse waren rund 116 Meter lang und 10,1 Meter breit. Der Tiefgang lag bei 8,8 Metern. Die Boote verdrängten getaucht ca. 6800 ts. Der Rumpf bestand im Wesentlichen aus Bug und Heck eines Skipjack-Bootes; allerdings wurde hier direkt hinter dem Turm eine rund 40 Meter lange Sektion eingefügt, in der sich die Startrohre für die Raketen, ein Hilfsmaschinenraum sowie Platz für drei Trägheitsnavigationssysteme befanden.
Ansonsten waren die Boote ähnlich aufgeteilt wie Jagd-U-Boote. Vor und unter dem Turm befanden sich Torpedo-, Mannschafts- und Kommandoräume, dahinter folgte zuerst der Raketensiloraum – wegen der wie Baumstämme aussehenden Startschächte auch „Sherwood Forest“ genannt –, weiter achtern dann die Reaktorkammer und zuletzt der Maschinenraum.

### Antrieb
Der Antrieb der Washingtons bestand aus einem Druckwasserreaktor vom Typ S5W. Das S steht dabei für die Verwendung auf einem bestimmten Schiffstyp, hier Submarine, Unterseeboot, die 5 stand für die Generation, das W repräsentierte den Hersteller, bei diesem Typ die Westinghouse Electric Corporation. Dieser Reaktor lieferte rund 15.000 PS, die auf eine Welle wirkten. Die Höchstgeschwindigkeit lag getaucht bei höchstens 20 Knoten, einige Knoten langsamer als Jagd-U-Boote. Allerdings zählte für die SSBN ein leises Antriebssystem mehr als Geschwindigkeit, da ihr Hauptanliegen heimliches Patrouillefahren war. Die Rumpfform war auf Unterwasserfahrt optimiert, weshalb die Boote nur zum Anlaufen ihrer Basis auftauchten und nach Verlassen des Hafens tauchten, sobald die Wassertiefe dies zuließ. Hierbei lag die theoretische Höchstgeschwindigkeit bei rund 15 Knoten.

### Bewaffnung

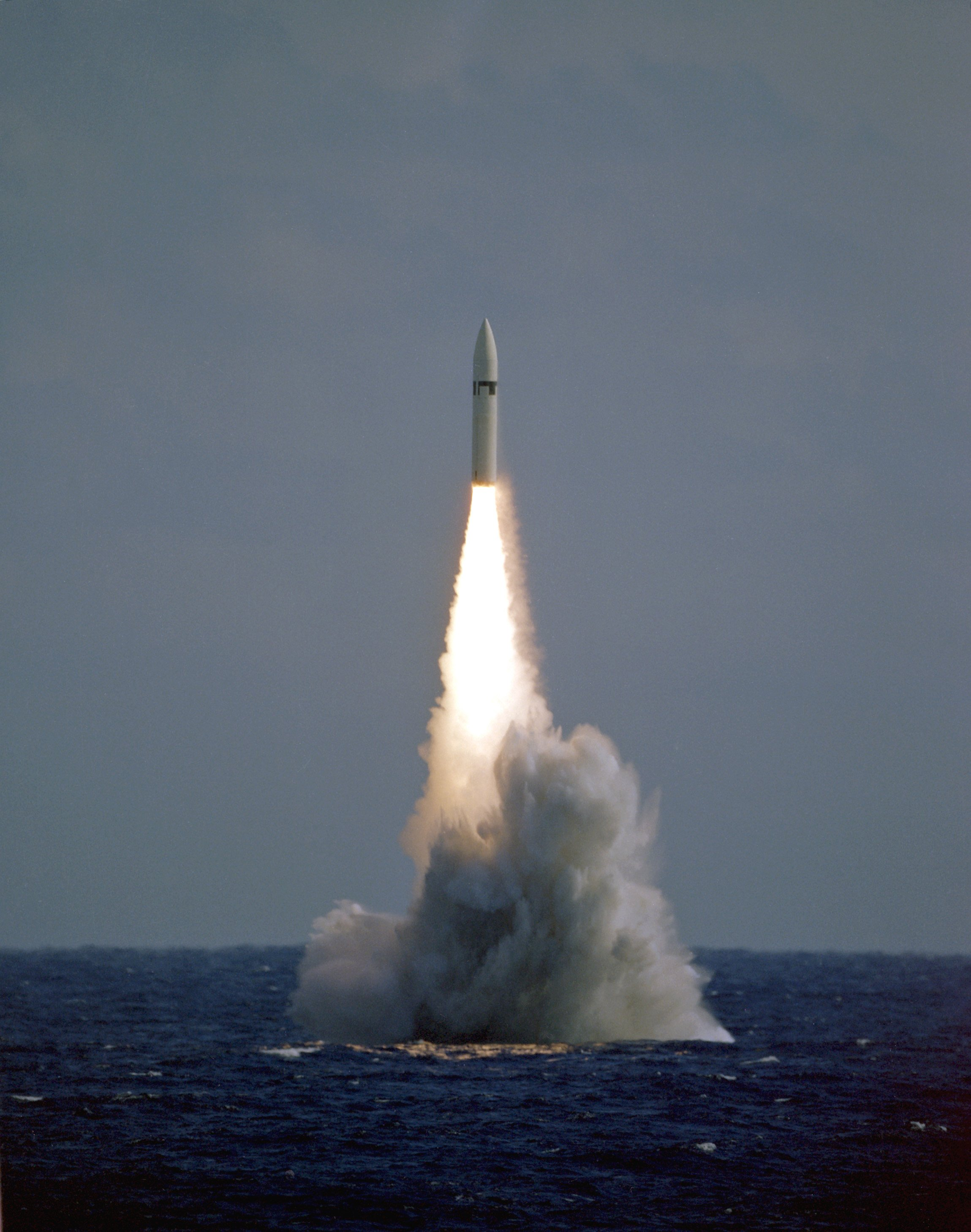
Polaris-A3-Start von Robert E. Lee

Die Hauptbewaffnung der Boote bestand aus 16 in Startschächten untergebrachten U-Boot-gestützten ballistischen Raketen (SLBM), die Mittelstreckenraketen konnten innerhalb von 15 Minuten getaucht komplett gestartet werden. Zu Beginn ihrer Laufbahn trugen die Boote SLBMs vom Typ UGM-27 Polaris A1. Diese hatten eine Reichweite von gerade 2220 km. Am 20. Juli 1960 schoss das Typschiff erstmals eine solche ab und sandte im Anschluss die Nachricht unter anderem an Präsident Dwight D. Eisenhower: Sie lautete: GEORGE WASHINGTON SENDS POLARIS FROM OUT OF THE DEEP TO TARGET. PERFECT. Bis 1965 wurden alle fünf Boote auf die modernere UGM-27C Polaris A3 umgerüstet, die eine Reichweite von 4630 km hatte. Die Umrüstung kostete, zusammen mit einer Überholung und der Neubefüllung des Reaktors mit Kernbrennstoff, pro Schiff im Schnitt 22 Mio. Euro. Diese Rakete trugen die Boote der Klasse bis zum Ende ihrer Dienstzeit. Eine weitere Aufrüstung, etwa auf die UGM-73 Poseidon, war aufgrund der gesteigerten Größe dieser moderneren Rakete nicht mehr möglich.
Zur Selbstverteidigung besaß jedes der Boote sechs Torpedorohre mit einem Durchmesser von 53,3 cm. Damit konnten sämtliche Typen von U-Jagd-Torpedos mitgeführt und abgeschossen werden, nach dessen Einführung auch der große Mark 48 Schwergewichtstorpedo.

### Elektronik
Wie auch der Rumpf wurde die Ausstattung mit Ortungselektronik ebenfalls den Skipjack-Jagd-U-Booten entnommen. Im Bug befand sich die Sonaranlage BQS-4, die sowohl aktiv als auch passiv zum Aufspüren feindlicher U-Boote verwendet werden konnte. Am Bootskörper entlang verliefen zusätzlich sogenannte Lateralsensoren BQR-7, die passiv zur Feststellung der Peilung von Zielen verwendet wurden. Zur Navigation wurde ein auf kurze Reichweiten einsetzbares Aktivsonar des Typs BQR-19 eingesetzt. Zur Feststellung der Position, die neben der Verwendung für die Navigation auch als Abschussdaten in die Raketen gespeist wurde, gab es an Bord drei Trägheitsnavigationssysteme des Typs SINS Mk. 2.

## Einsatzprofil

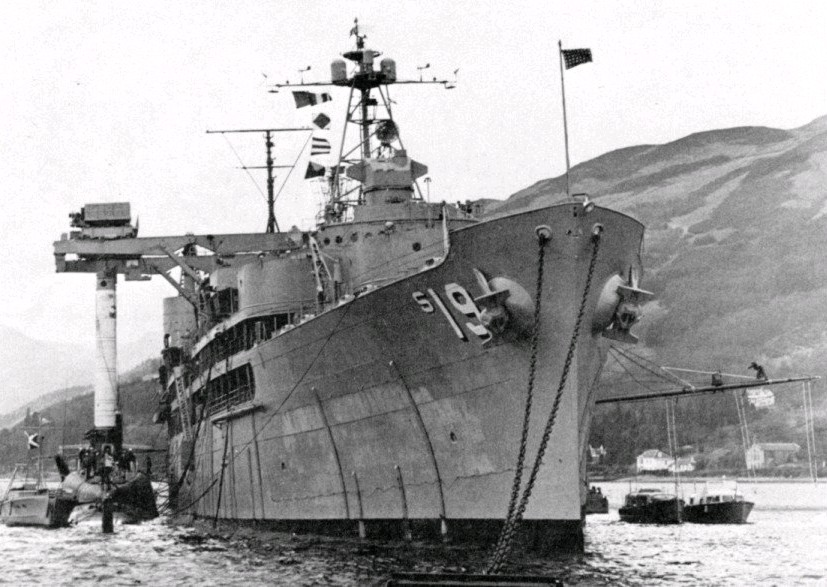
Verladen einer Polaris von der USS Proteus auf die Patrick Henry, Holy Loch 1961

Die erste Patrouille zur nuklearen Abschreckung begann die George Washington Ende 1960. Eine solche Patrouille lief nach einem fest geplanten Schema ab. Nach dem Auslaufen aus dem Hafen tauchte das U-Boot ab und blieb rund drei Monate unter Wasser. Während dieser Zeit befuhr das Boot ein streng geheimes Patrouillengebiet und wartete auf den Befehl, seine ballistischen Raketen auf feindliche Ziele abzufeuern. Nach der Einsatzfahrt kehrte das Boot in seinen Hafen zurück, unterzog sich einer kurzen Wartungs- und Bunkerperiode, schiffte dann eine zweite Crew ein und legte zur nächsten Patrouille ab. Für diesen Zweck besaß jedes Boot zwei volle Crews – bezeichnet als Blue Crew und Gold Crew –, die abwechselnd das Boot bemannten.
Da die Polaris nur eine begrenzte Reichweite aufwiesen und die Patrouillengebiete daher recht nah vor dem feindlichen Festland liegen mussten, waren die SSBN der George-Washington-Klasse grundsätzlich forward deployed, wurden also von vorgelagerten Basen aus eingesetzt und kehrten nur zu Werftperioden zur US-Küste zurück. Solche vorgeschobenen Basen waren im Atlantik Holy Loch, Schottland und Rota in Spanien sowie im Pazifik Apra Harbor, Guam und Pearl Harbor, Hawaii.